# Melanaethus planifrons
Melanaethus planifrons är en insektsart som beskrevs av Richard C. Froeschner 1960. Melanaethus planifrons ingår i släktet Melanaethus och familjen taggbeningar. Inga underarter finns listade i Catalogue of Life.